# Tipula hirsutipes
Tipula hirsutipes är en tvåvingeart. Tipula hirsutipes ingår i släktet Tipula och familjen storharkrankar.

## Underarter
Arten delas in i följande underarter:
- T. h. hirsutipes
- T. h. spinifera